# チョコバナナ

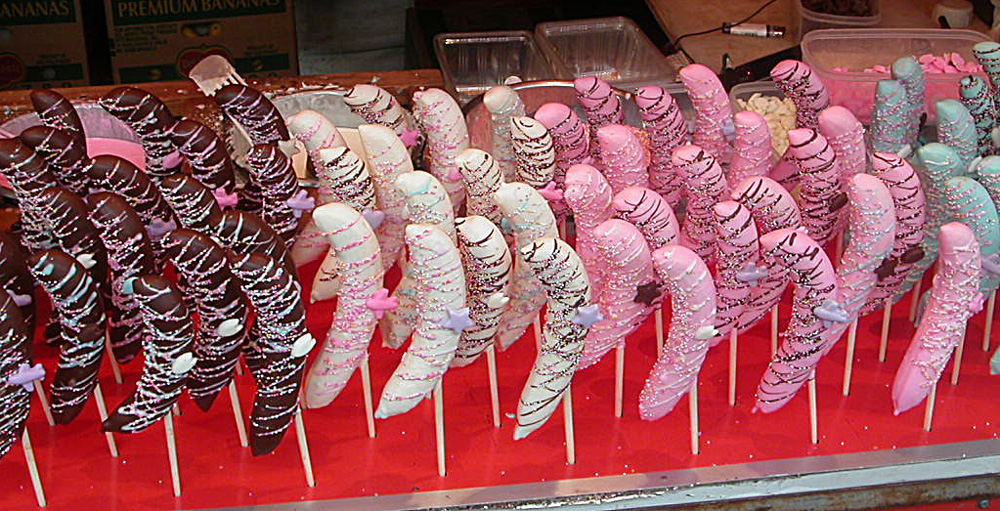
屋台で売られるチョコバナナ
基本的な形。1本ずつ串座に挿して立てられている

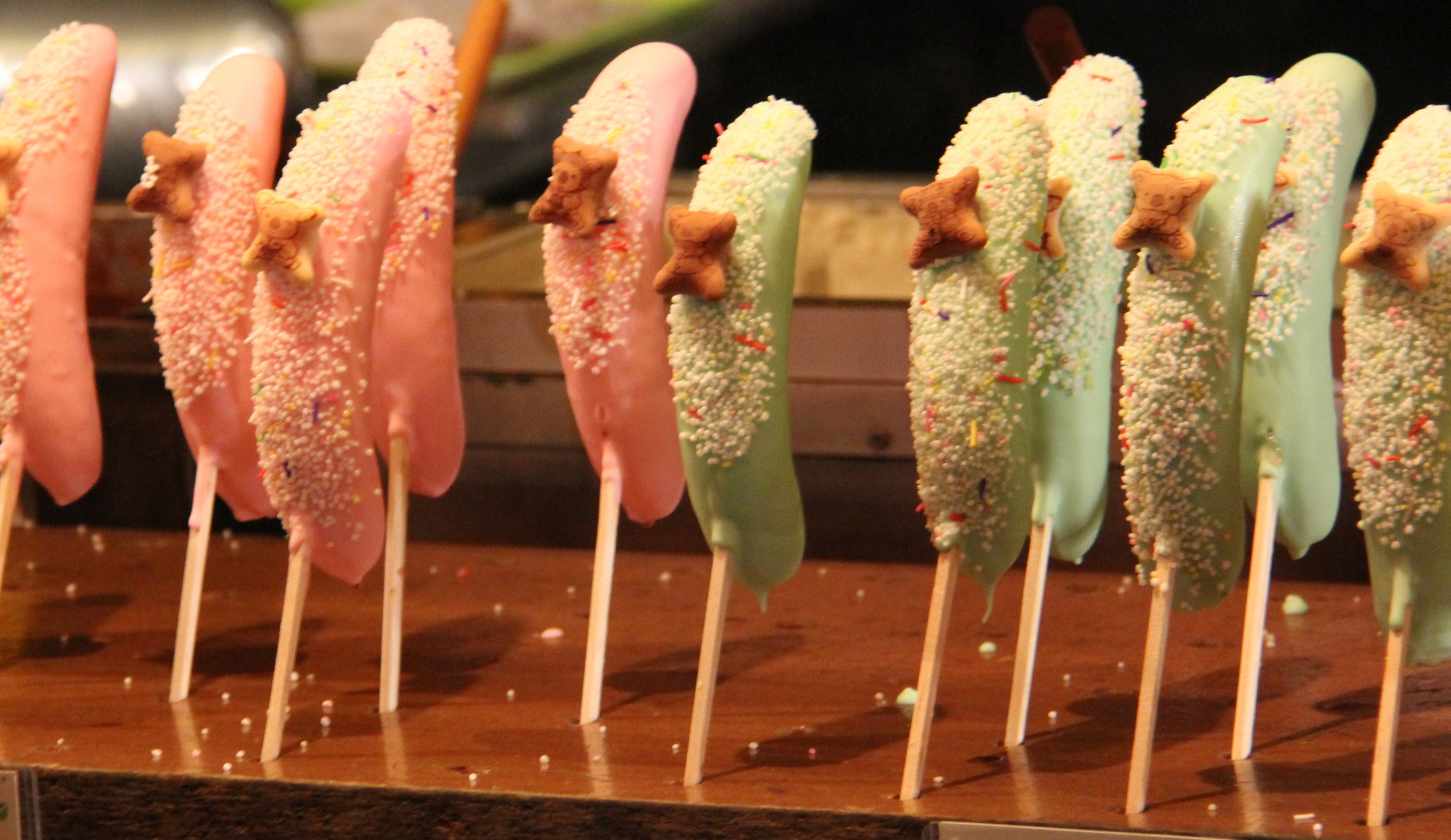
スプリンクルをまぶし、コアラのマーチをトッピングしている

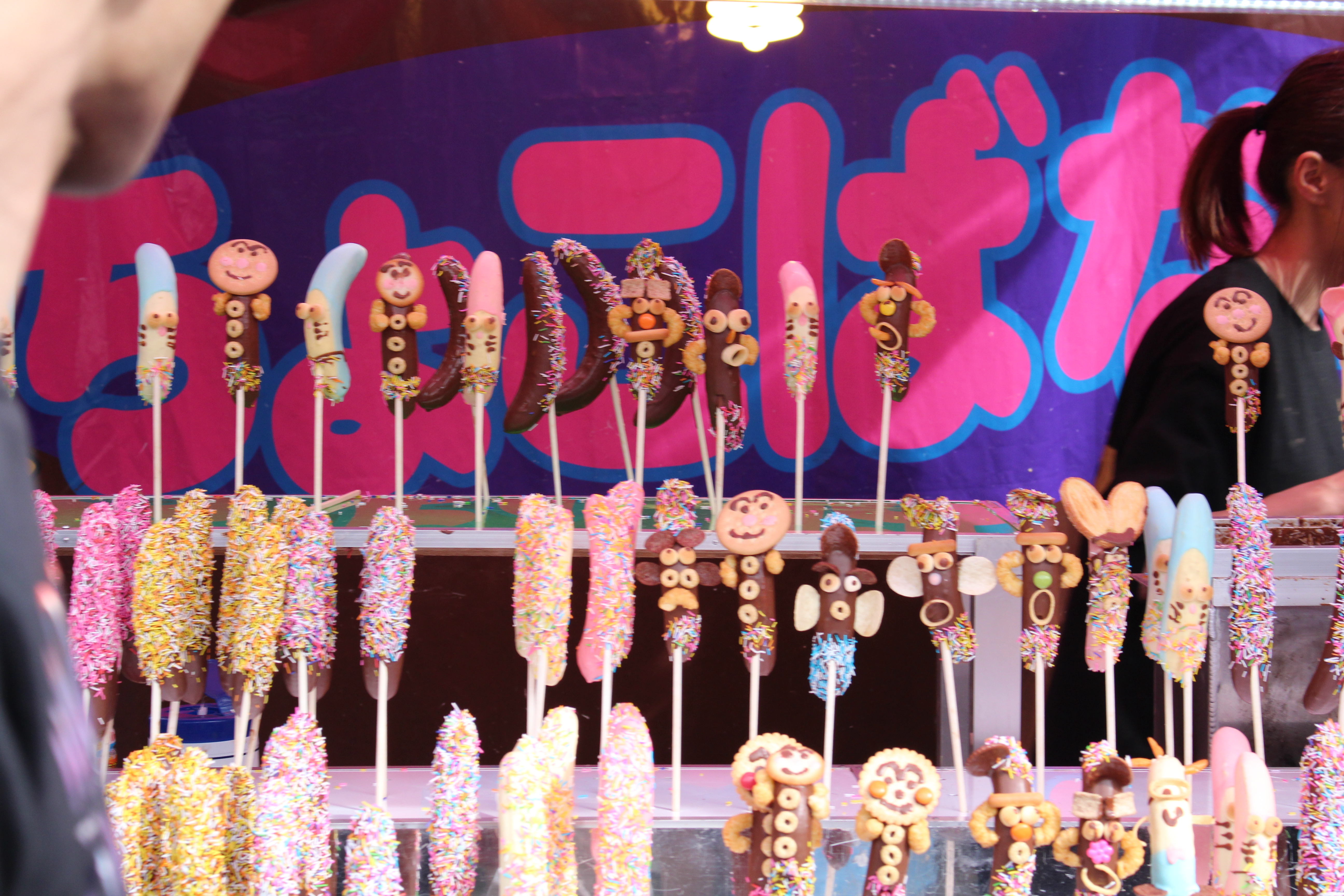
トッピングで可愛いキャラクターを表現している

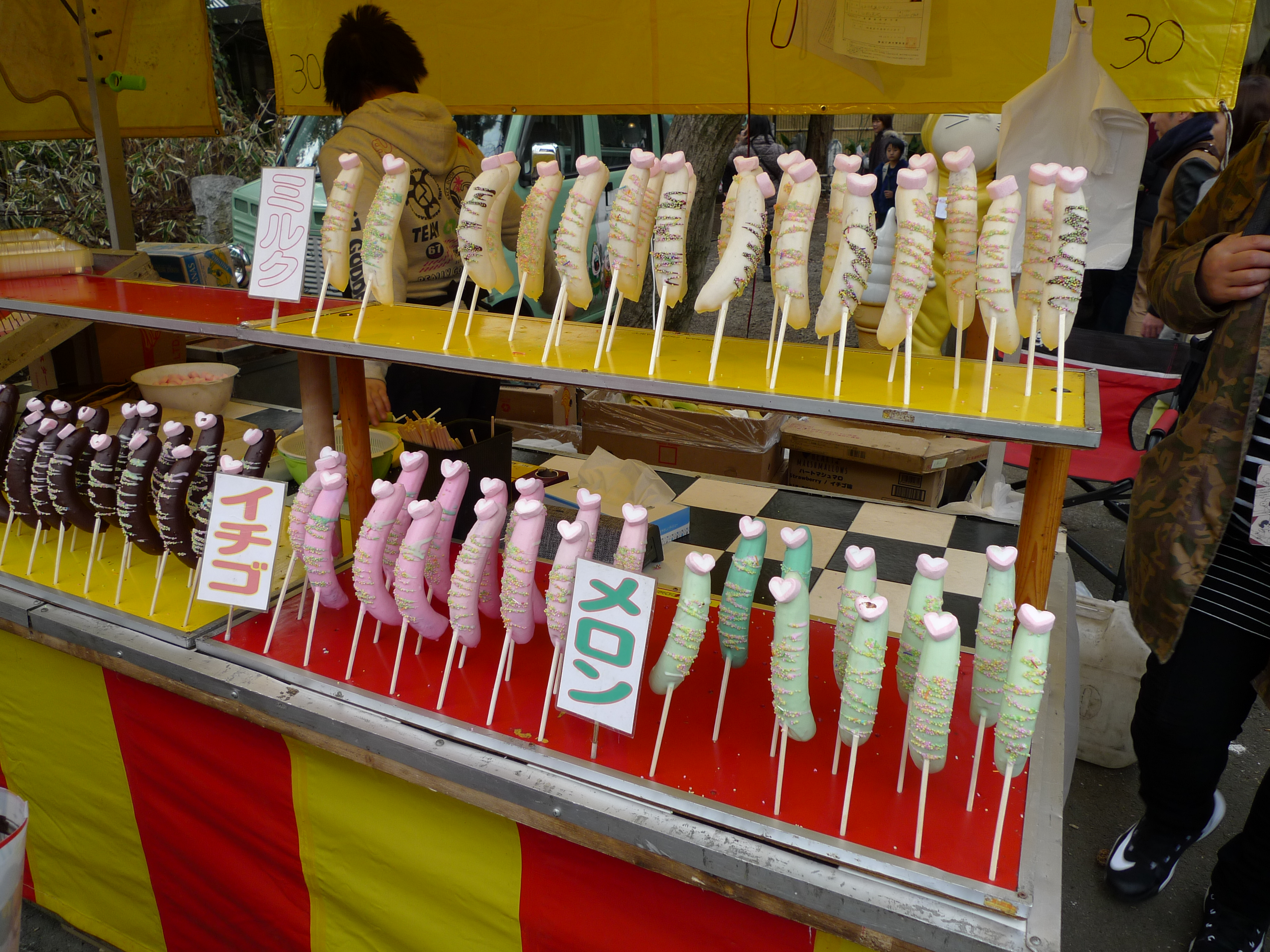
様々な味のチョコレートをかけたチョコバナナ

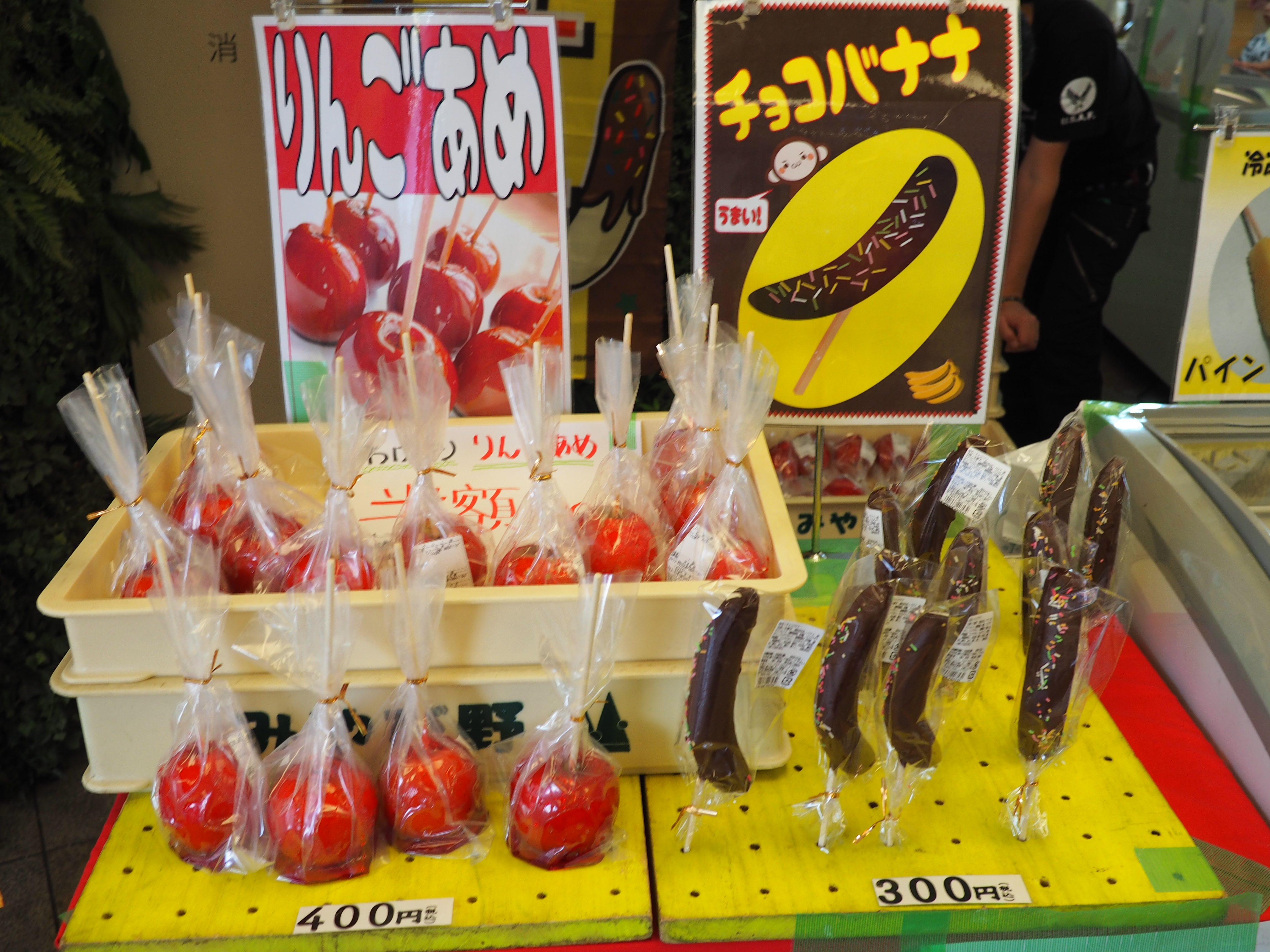
りんご飴とチョコバナナの屋台
果物をコーティングした食品という点で共通点がある

チョコバナナとは、バナナにチョコレートをコーティングした、日本生まれの菓子。製造関係者側の名称はバナナチョコレートで、二次的に「バナナチョコ」および「チョコバナナ」という名称も使っている。
なお、フタバ食品の「チョコバナナ」や、株式会社明治の「カラフルバナナチョコ」のように、同名あるいは似通った名前の菓子製品を様々なメーカーが製造・販売しているが、ここでいう「チョコバナナ」とは関係無い。

## 概要
テレビ東京『和風総本家』「ニッポンの縁日屋台 2017夏」2017年（平成29年）8月3日放送回で紹介されたところでは、栃木県小山市で1972年（昭和47年）に創業した和菓子メーカー「榊屋株式会社」の小林文雄社長（『縁日グルメ界のエジソン』と呼ばれる）が、1970年（昭和45年）、35歳の時に開発したとのことである。当時はまだ高価な果物であったバナナに湯煎したチョコレートをコーティングし、縁日屋台の商品として売り出したところ、一躍大ヒットしたという。
また小林はほかにも、上新粉で作った生地をフランクフルトにまとわせ、蜂蜜ゼリーを塗った食品「キャンドルボーイ」を生み出している。渦を巻いたキャンドルに似ていることから命名し、年間12万本を売り上げる人気商品となった。
生のバナナを縦に割り箸で刺すか、スライスして串団子状に刺して、湯煎し溶かしたチョコレートの中に浸してコーティングし、好みでトッピングを加えたものを冷やし固める。日本の縁日や文化祭などの屋台でよく販売される。
チョコレートは茶色のものが標準的であるが、ホワイトチョコレートを使用したり、ピンク色や水色など、色付チョコレートを使用したものもある。またトッピングとして、外にナッツやカラフルなケーキのスプリンクルなどをまぶしたものも見られる。加えて、通常のトッピング食材やクッキーなど本体に貼り付けることのできる食材で工夫を凝らして可愛いキャラクターを売りにするものも珍しくなくなった。

## トッピング食材
- 種実類（ナッツ） - パリパリとした食感とチョコレートとの相性の良い香ばしさ。
- レインボースプリンクル - カラフルな色合いが見た目にも楽しめる。
  - スプレーチョコ（cf. チョコレート#いろいろなチョコレート） - 様々な色のチョコレートのトッピングが楽しめる。
- チョコチップ - 食感も増し、印象も変わる。
- ラムネ菓子 - 甘いチョコバナナにサッパリとした風味を加える。
- ココアパウダー
- 生クリーム

## 自作方法
縁日屋台の商品として普及したチョコバナナは、屋台では業務用ガスコンロ、業務用湯煎鍋、業務用の陳列棚（串座枠を取り付けた棚）を、必須の用具として製造・販売される。
現在は、家庭でも作れるよう専用食材が市販されており、チョコレートを販売する大手メーカー（例：株式会社明治、森永製菓）や、料理系コミュニティウェブサイト（例：クックパッド）などもレシピを紹介している。
材料を全て自前で調達して作ることもできる。家庭で作る場合の手順は以下の通り。
1. バナナの皮を剥いて、割り箸をバナナの縦方向に突き刺す。
2. チョコレートを湯煎する、もしくは、耐熱ボウルなどに入れて電子レンジで加熱し、チョコレートをよく溶かす。
3. 溶けたチョコレートを滑らかになるまでへらやスプーンでよくかき混ぜる。
4. バナナにチョコレートを絡め、好みのトッピングを施し、冷蔵庫などで冷やし固める。